# Регитинское сельское поселение
Регитинское сельское поселение — муниципальное образование в составе Курчалоевского района Чеченской республики.
Административный центр — село Регита.

## Населённые пункты
В состав сельского поселения входят населённые пункты:
- село Регита,
- село Ачирешки,
- село Джагларги
- село Ники-Хита[2].

## Население
| 2010  | 2012  | 2013  | 2014  | 2015  | 2016  | 2017  |
| ----- | ----- | ----- | ----- | ----- | ----- | ----- |
| 2203  | ↗2229 | ↗2304 | ↗2319 | ↗2347 | ↘2326 | ↗2350 |
| 2018  | 2019  | 2020  | 2021  | 2023  | 2024  |       |
| ↗2375 | ↗2414 | ↗2423 | ↘1600 | ↗1651 | ↗1704 |       |